# Praktsnyltrot
Praktsnyltrot (Orobanche crenata) är en snyltrotsväxtart som beskrevs av Forsskál. Enligt Catalogue of Life ingår Praktsnyltrot i släktet snyltrötter och familjen snyltrotsväxter, men enligt Dyntaxa är tillhörigheten istället släktet snyltrötter och familjen snyltrotsväxter. Arten förekommer tillfälligt i Sverige, men reproducerar sig inte. Inga underarter finns listade i Catalogue of Life.

## Bildgalleri

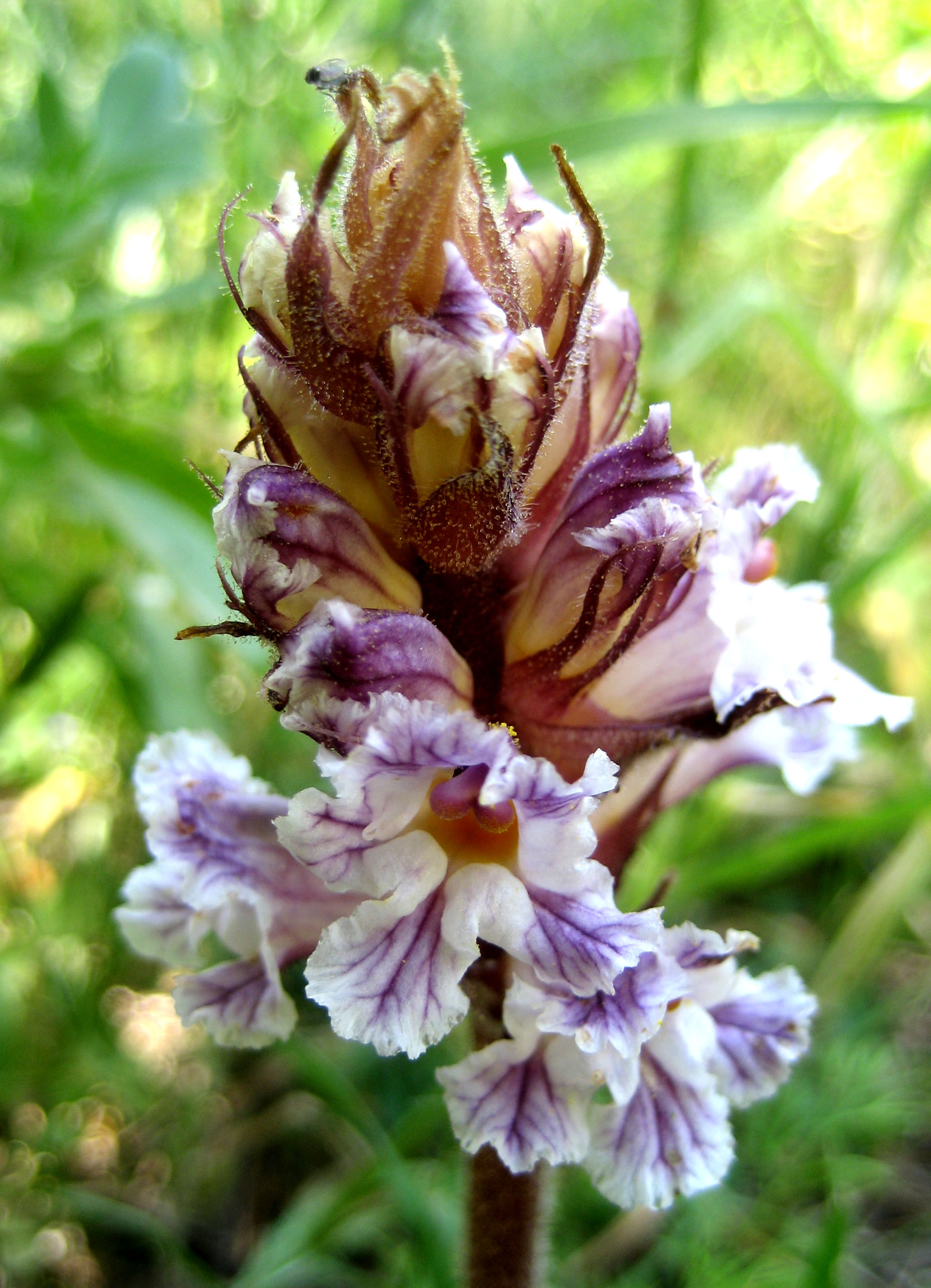
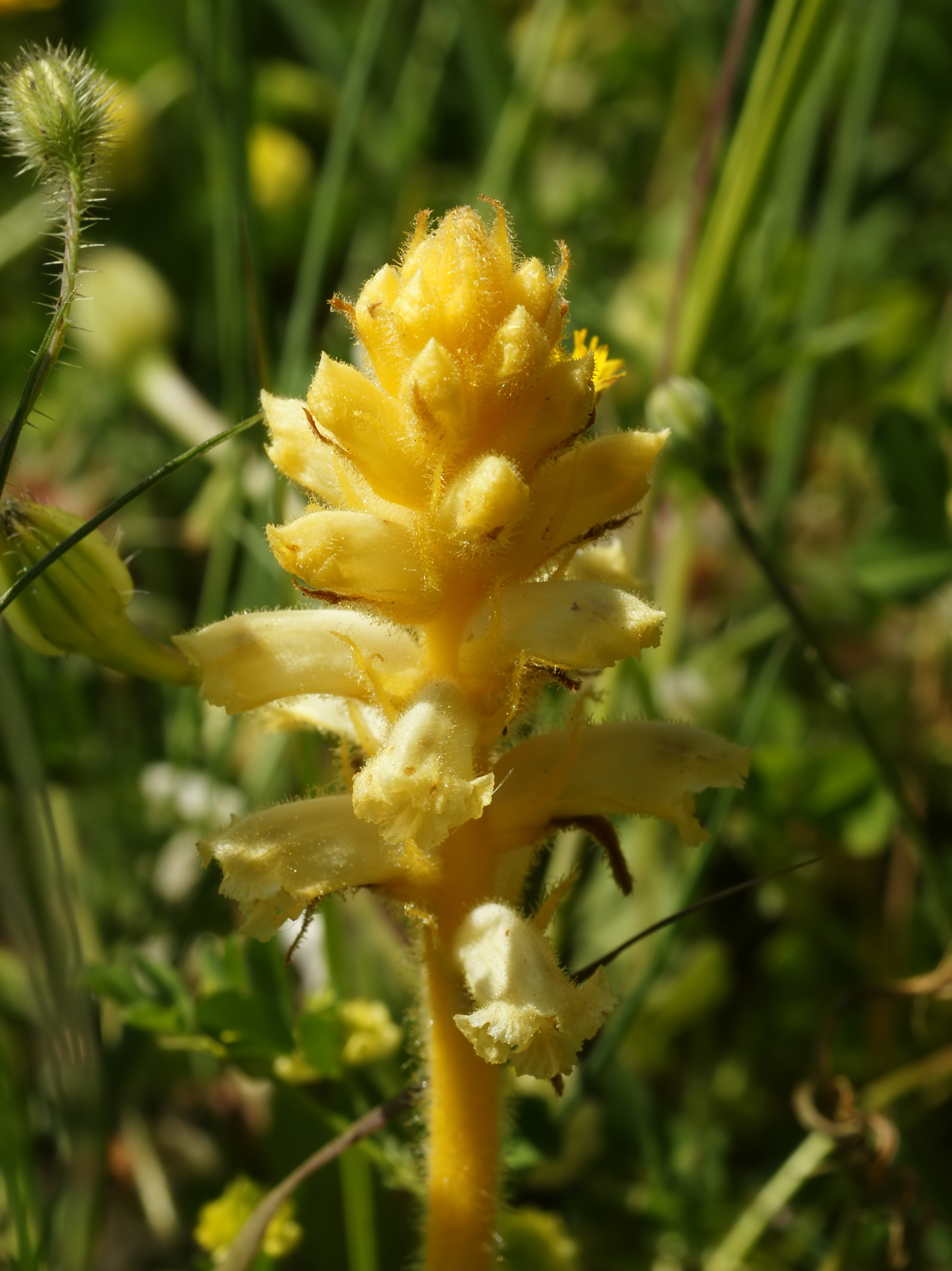
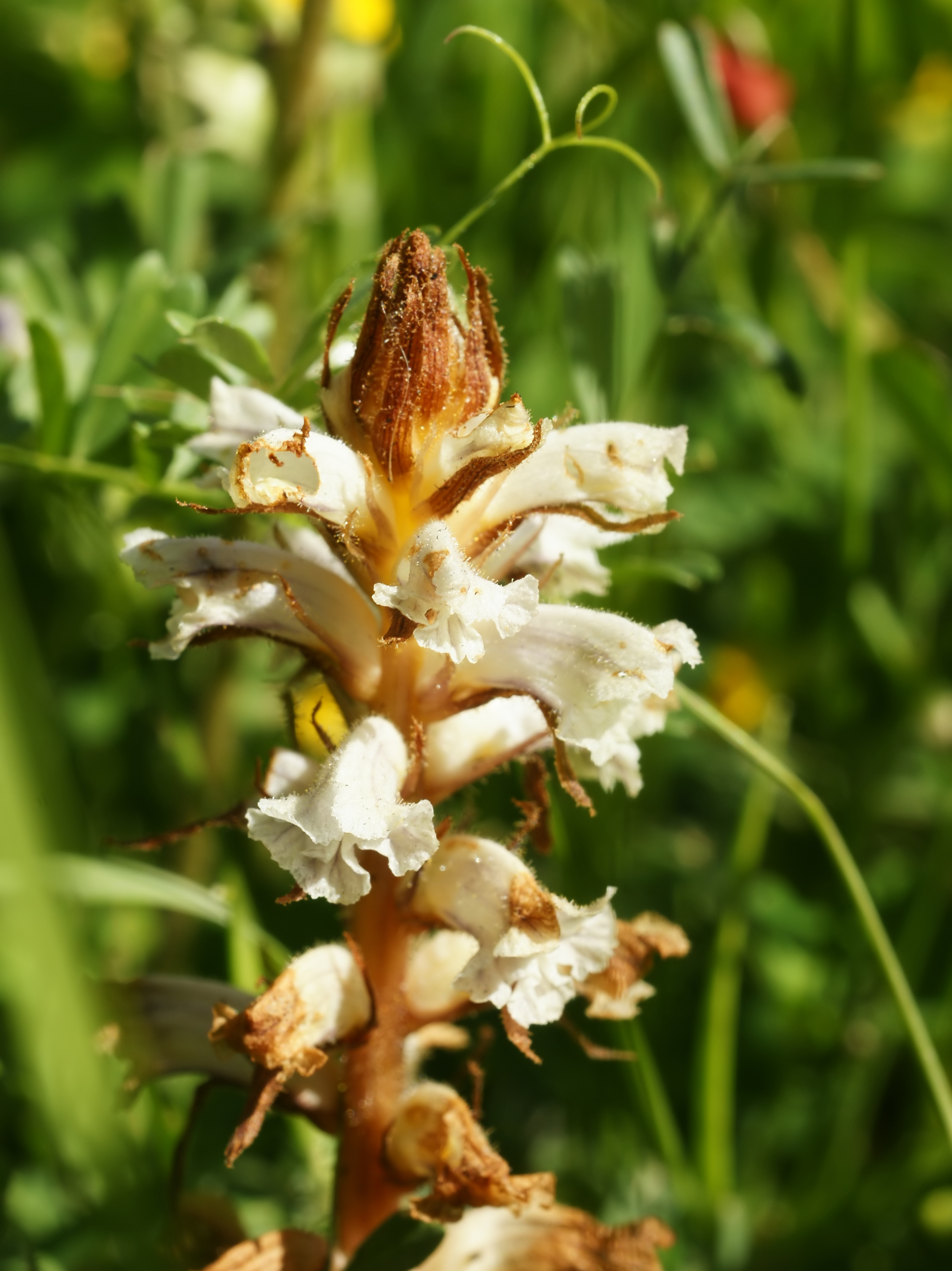
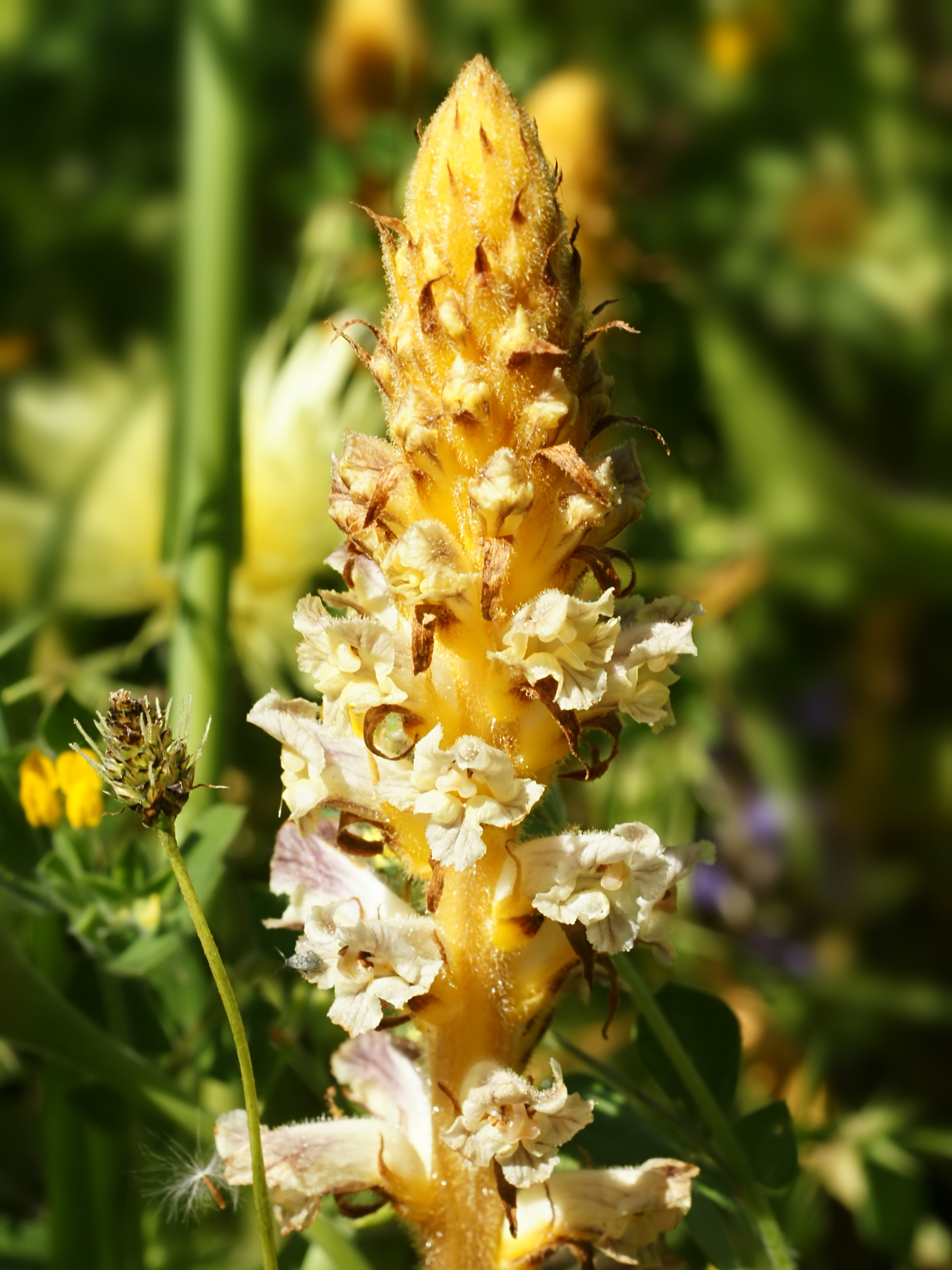
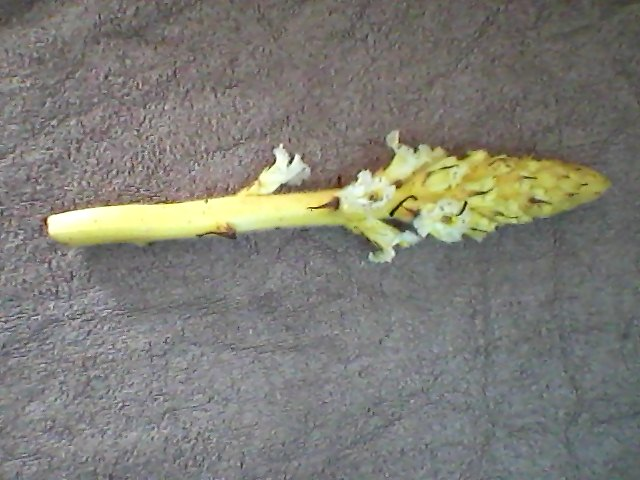